# Julia Rose
Julia Rose (Lusaca, 13 de Abril de 1973) é uma atriz que nasceu na Zâmbia e que estrelou num filme feito nos Estados Unidos.
Estudou História da Diplomacia na Universidade da Pensilvânia. Seu pai é um diplomata norueguês nas Nações Unidas, enquanto sua mãe é uma atriz arménia.

## Filmografia

### Filmes
- West of Paradise (1986)
- Black (1987)
- Leading with the Right (2000)
- Hang Time (2003)
- Return to the Batcave: The Misadventures of Adam and Burt (2003)
- Something's Gotta Give (2003)
- Crimson Force (2005)
- The Perfect Sleep (2006)
- Eel Girl (2008)

### Televisão
- Suddenly Susan - "Past Tense" (1997)
- Star Trek: Enterprise - "Anomaly" (2003)
- The King of Queens - "Doug Less I" (2003)
- Navy NCIS: Naval Criminal Investigative Service - "Lt. Jane Doe" (2004)
- CSI: New York - "Dancing with the Fishes" (2005)
- Code Monkeys-Wendy-"the hot intern" (2007)